# Кременецький лісотехнічний коледж

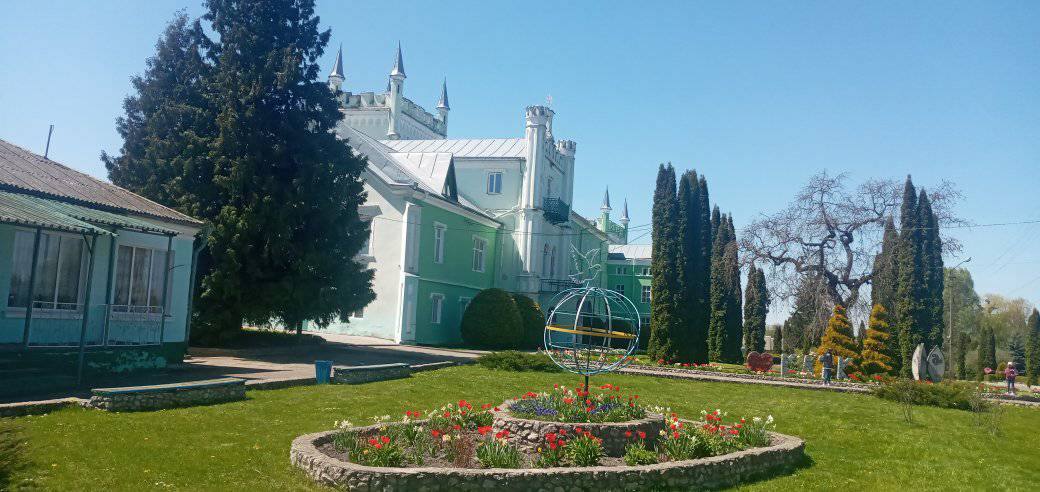
Білокриницький палац у 2022 році

Кремене́цький лісотехнічни́й коледж — вищий навчальний заклад другого рівня акредитації у селі Білокриниця Кременецького району Тернопільської області. Веде початок від Білокриницької сільськогосподарської школи, заснованої 1892; Державної Середньої Рільничої школи з лісовим відділом Кременецького ліцею Речі Посполитої (1918-1939); Державної Середньої Рільничо-Лісової Школи Райхскомісаріату Україна (1941-1944); Кременецького лісотехнічного технікуму УССР (1944-1991). Статус коледжу — з 2005.

## Історія коледжу

### Ідея заснування
За п'ять кілометрів на північ від старовинного міста Кременця розташоване село Білокриниця, яке вперше згадується в архівних документах від 9 травня 1438 року. У XVI-му столітті тодішні власники села князі Збаразькі будують тут замок, що став центром маєтку та неодноразово переживав напади татар, пожежі. перебудови, зміни власників. Сучасний Білокриницький палац збудовано на місці старого замку Збаразьких у середині XIX-го століття панами Чосновськими.
На відкритому аукціоні в 1866 р. Білокриницький замок з маєтком в загальній кількості близько 4500 десятин лісу, луків, орної землі придбав чиновник з особливих доручень при київському генерал-губернаторові, таємний радник Олександр Феодосієвич Воронін за 27000 карбованців. Ставши власником Білокриницького маєтку, О. Ф. Воронін у 1884 р. пішов у відставку за станом здоров'я, зайнявся господарюванням та відновленням замку. Помер З травня 1890, залишивши заповіт: Білокриницький маєток має капітал у сумі 180000 карбованців і переходить «на користь народу» для влаштування в ньому сільськогосподарського навчального закладу.
У 1891—1892 р. добудовується з західної сторони двохповерховий корпус і праве крило з баштою. Стиль будівлі було збережено, а у добудованих приміщеннях розмістились класні кімнати, інтернат — гуртожиток, квартира управляючого. В жовтні 1892 року, виконуючи заповіт Вороніна, в замку організовано сільськогосподарську школу. Лісовий відділ при ній відкрито у 1898 році. Ця школа в кінці XIX ст. була вогником сільськогосподарської культури і науки на Волині. Вчителі школи прищеплювали любов до зеленої вроди землі. Згідно заповіту О. Вороніна, школа створена для селянських дітей Волині, Полісся, Поділля, Галичини. Курс навчання — три роки. На перший курс приймали юнаків, які закінчили двохрічні училища (7 класів).

### Період Російської імперії

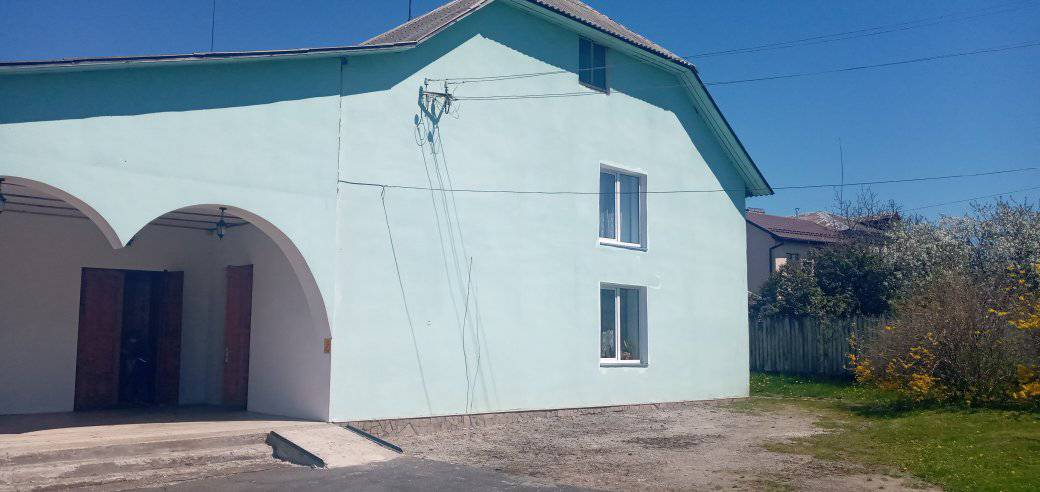
Клуб коледжу

Всього учнів у школі нараховувалось 130 чоловік, включаючи 10 чоловік на додатковому лісовому відділенні. Всі учні жили в гуртожитку -інтернаті. 30 учнів школи були на повному шкільному утриманні. Це діти місцевих селян. Інші 30 учнів повинні були мати лише власний одяг, а всім іншим забезпечувала школа, 70 учнів платили в рік 40 карбованців і отримували гуртожиток, харчувалися, видавалась спальна білизна. В розпорядженні учнів була досить велика бібліотека: стара бібліотека Олександра Вороніна близько 2000 томів на французькій, російській і польській мовах і нова бібліотека, яку придбала школа — близько 8000 томів російською мовою (за часів радянської влади бібліотека була вивезена до Київського університету).
Для навчальних занять створено дослідний показовий хмільник, плодовий розсадник, парники, побудовано теплицю, молочну лабораторію, маслобойню, свиноферму. Вирощували велику рогату худобу польської породи. Для шкільних потреб було побудовано невеликий цегляний завод, майстерню по виготовленню черепиці, вапнярню, столярну і ковальську майстерні. Джерелом прибутків були тільки ліси, яких було близько 3000 десятин. Ведення планового перспективного господарювання школа розпочала у 1897 р.
У процесі організації господарства з польових земель виділено декілька ділянок, які мали спеціальне навчальне призначення: дослідно-метеорологічне поле площею 4 десятини з фітофенологічними спостереженнями і метеорологічною станцією, дослідне поле на 16-ти десятинах, ботанічні, навчально-демонстраційні ділянки.
На дослідних ділянках всі роботи проводились виключно учнями школи.
До 1914 р. школа випустила багато спеціалістів по рільництву, хмільництву, садівництву, лісівництву. Спеціалісти були добре підготовлені теоретично і практично, могли вільно конкурувати з спеціалістами інших країн.
В 1914 р., під час Першої світової війни, школа евакуювалась під Житомир в с. Березівку на хутір Черемошко в маєток німця — колоніста. У 1918 р. школа повернулась з евакуації і проводить випуск в кількості 15 чоловік сільськогосподарського та лісового відділів.

### Польський період історії коледжу
Після війни Кременецький повіт входить до складу Польської держави.
Наказом від 27 травня 1920 р. за підписом Юзефа Пілсудського поновлювалася діяльність навчального закладу. Білокриницьку сільськогосподарську школу включили до комплексу тодішнього Кременецького ліцею. Навчання в Білокриницькій школі розпочалося восени 1921 року. Навчальний заклад одержав назву: Білокриницька державна середня рільнича школа з лісовим відділом Кременецького ліцею в с. Білокриниця.
У 1924 році в Білокриницькій державній середній рільничій школі навчалось 78 студентів на двох відділах: лісовому і рільничому. Термін навчання 2 роки теоретично і один рік практики. Навчання велось на польській мові. В 3О-ті роки термін теоретичного навчання збільшили до 3 років, практика також відігравала важливу роль. До 1936 р. у Білокриницьку державну середню рільничу школу набирали юнаків, які закінчили 7 класів народної школи і успішно склали вступні іспити.
У 1936—1937 навчальному році школа пройшла акредитацію на вищий рівень. Зараховувати до школи почали юнаків, які закінчили 4 класи гімназії та успішно здали вступні іспити. Навчальний заклад прирівнювався до гімназії. Рільнича школа в Білокриниці в ті часи вважалась елітним навчальним закладом, особливо її лісовий відділ. Біля школи було відновлено стародавній Воронінський парк з дбайливим і суворим порядком у ньому. В ньому була дуже велика кількість цінних порід дерев, кущів та лісових квітів. Парк служив окрасою школи та навчальною базою для лісового відділу. 1 вересня 1939 року розпочинається Друга світова війна. Військові дії перекреслили всі навчальні програми Білокриницької державної рільничої школи. Рішенням польського військового командування Волинського воєводства корпуси Білокриницького навчального закладу перетворювались на військовий госпіталь. Школа швидко наповнилась медичним персоналом та хворими і пораненими військовими.

### Часи Другої світової війни і робота в умовах радянської влади
У вересні 1939 р. західна Україна переходить під владу Москви. Навесні 1940  влада вирішила відкрити навчальний заклад, який підпорядковувався би наркомату лісів УРСР. На початку липня 1940 р. з'явилося оголошення про відкриття лісотехнікуму і умови вступу в навчальний заклад. Навчання розпочалось з 1 вересня 1940 р. Було зараховано не перший курс 47 хлопців і дівчат. Новий набір було поділено на дві групи «А» і «Б». Відновлено навчання на II курсі. Нараховувалось на II курсі 16 чоловік. В основному це були євреї-комуністи, які втікали від з різних країн Європи.
У липні 1941 р. Кременеччина була звільнена від сталіністів. У другій половині серпня 1941 влада вирішує відновити навчання в с. Білокриниця. Навчальний заклад отримав назву: Державна Середня Рільничо —Лісова Школа. Оголошувався прийом студентів на 1 курс. Школа укомплектувалась учнями. На лісовому відділі було III курси по одній групі, а на рільничому — II курси по одній групі. 1942—1943 н.р. приніс певні зміни — рільничий відділ закривався і переводився в інший навчальний заклад. Школа одержала назву Державна середня лісова школа.

#### Підпілля ОУН серед студентів коледжу
Напружена обстановка в містах і селах Волині призвели до відтоку студентів до загонів УПА Бульби-Боровця на Півночі Волині. Молодь школи почали контактувати з ОУН. На II курсі лідером ОУН (б) був М.Присяжнюк і Д.Фурманець. Вони поширюють листівки своєї організації, їм допомагає П.Михальчук. Існували на II курсі і лідери ОУН (м) В. Дідовий та Нечипорук. На III курсі діє виключно ланка мельниківської організації. Серед студентів пішов поголос, що окупанти найближчим часом збираються вивозити молодь на примусові роботи до Рейху і в першій половині 1943 року школа практично перестала існувати.

#### Нова комуністична окупація
У 1944 комуністи відкрили Агрономічну Школу. З вересня 1944 р. навчальний заклад отримав назву — Кременецький лісотехнічний технікум. Перший її випуск припадає на 1947 р. Тоді стіни технікуму залишили 11 випускників, які, отримавши диплом зі спеціальності «лісозаготівельник», взялися за лісове господарство України, частина була примусово скерована за межі України.
Кількість випускників з кожним роком зростала. Частина з них продовжувала навчання у вузах, інші — працювали у лісовому господарстві СРСР. Перші повоєнні роки для студентів і викладачів були дуже складні. Технікум мав у цей час своє підсобне господарство: утримуються корови, пасіка. Йде будівництво гуртожитку, відновлено роботу цегельного заводу, виготовляється черепиця. До послуг студентів і викладачів працює їдальня, буфет, кухня, пекарня, 2 магазини.
1949 р. підсобне господарство технікуму було доволі потужне, як на той час: корови, бики, воли, свині, коні, вівці. Поліпшилось і забезпечення реманентом: сінокосарки, соломорізки, віялки були власними. У цьому ж році згідно із розпорядженням Міністерства освіти діловодство було переведено на російську мову.
Розширилась і спеціалізація технікуму. У 1950 р. його стіни залишили випускники IV випуску за спеціальностями:
- «лісозаготівельник»,
- «лісотранспортник»,
- «плановик»,
- «бухгалтер».

1953 р. створено нові відділи: електротехнічний та механічний, продовжено набір на уже діючі 4 спеціальності. Новинкою був набір спецгруп на III курс із випускників 10-х класів. Ці учні навчалися по прискореній програмі і закінчили навчання у 1955 р.
У грудні 1953 р. було завершено проведення центрального опалення приміщень навчального закладу. Технікум стає потужною кузнею підготовки спеціалістів для народного господарства. Станом на 1 січня 1955 р. тут навчаються 827 студентів.
У 1958 р. започатковане відділення «Обробка деревини», яке давало деревообробників. 1959 р. при Кременецькому лісотехнічному технікумі було відкрито заочне відділення. Лісогосподарські та деревообробні підприємства делегували на навчання своїх найкращих робітників, яким потрібна була відповідна теоретична підготовка.
З 1962 р у технікумі почало функціонувати відділення «Лісове господарство», яке готує висококваліфікованих спеціалістів лісогосподарської галузі.

### За незалежної України
```
1991
 
р. відділ деревооборбки отримав назву «Технологія деревообробки», готує техніків-технологів деревообробного виробництва. 
```

Технікум пройшов акредитацію з спеціальності «Обробка деревини», «Лісове господарство» та «Експлуатація і ремонт обладнання лісового комплексу». Проведено ліцензування на право провадження освітньої діяльності з наданням повної загальної середньої освіти на рівні державних стандартів. Студенти мають можливість навчатися виробничим професіям вальника лісу, верстатника деревообробних верстатів. У 2001 році проведено ліцензування на право одержання професії водія категорій «С» і "В.
2005 р. технікум отримав статус коледжу.
У 2013 р. додано спеціальності «Зелене будівництво і садово-паркове господарство» (відділення лісового та садово-паркового господарства) та «Землевпорядкування» (технологічне відділення). У лютому 2017 р. випустився перший набір спеціальності «ЗБіСПГ», у квітні цього ж року навчання завершили студенти спеціальності «Землевпорядкування».
У 2016 р. спеціальність «Експлуатація та ремонт обладнання  лісового комплексу» (механічний відділ), засновану 1953 р., перейменовано на «Агроінженерія».
На даний момент у коледжі функціонує 5 спеціальностей — «Оброблювання деревини», «Агроінженерія», «Землевпорядкування», «Лісове господарство», «Зелене будівництво і садово-паркове господарство».

## Очільники школи-коледжу

### Російська імперія
- управляючий Білокриницькою сільськогосподарською школою В. М. Волков −1897р-.

### ІІ Річ Посполита
- Генріх Тарновський — 1921–1924 р.
- Роман Зеленський — 1930-ті рр.

### СРСР
- Ахмадулін Ізмаїл Галеєвич — 1939–1940 рр.
- Сабелькін — 1940–1941 рр.

### Окупація нацистською Німеччиною
- А.Котович — серпень 1941 р.- лютий 1942 р.
- В.Білинський — лютий 1942 р.
- Баньковський (ініціали не встановлені) 1944–1946 рр.

### СРСР
- Кучеров І.А . 1946–1953
- Суський А. Т. 1953–1967
- Довгаль П. Д. −1967 — 1972
- Павловський Я. С., заслужений працівник с/г України — 1972–1991

### Незалежна Україна
- Павловський Я. С., заслужений працівник с/г України — 1991-1999 рр.
- Іваницький С. М., кандидат сільськогосподарських наук, заслужений лісівник України — 1999–2010 рр.
- Штогрин М. О., кандидат економічних наук — жовтень 2010 р.
- Ляховець Микола Володимирович — жовтень 2011 р.

## Відомі випускники
- Олександр Неприцький-Грановський, український американський науковець, зоолог-ентомолог (США), публіцист і поет. Дійсний член НТШ та УВАН, голова Організації Відродження України.
- Степан Генсірук, доктор сільськогосподарських наук, професор кафедри лісівництва Національного лісотехнічного університету України.
- Ігор Юхновський, академік НАН України.
- Михайло Шершун, генеральний директор «Рівнеліс»,
- Іван Попадинець, генеральний директор «Тернопільліс»,
- митрофорний протоієрей Анатолій Зінкевич, засновник Тернопільського Свято-Троїцького духовного центру імені Данила Галицького. Очільник громадського руху «Українські святині — українському народу». Батько архієпископа Дніпровського ПЦУ Симеона (Зінкевича), старший брат митрополита Луцького та Волинського ПЦУ Михаїла (Зінкевича).
- Василь Ханас  — історик, краєзнавець, педагог.